# 마르쿠스 안니우스 리보 (161년 집정관)
마르쿠스 안니우스 리보 (Marcus Annius Libo, 163년 사망)는 로마의 원로원 의원이다. 161년 1월에서 4월까지 눈디니움 기간 퀸투스 카무리우스 누미시우스 유니오르를 동료 집정관으로 둔 보좌 집정관이었다. 리보는 로마 황제 안토니누스 피우스의 조카이자, 로마 황제 마르쿠스 아우렐리우스의 친척이었다.
리보는 히스파니아에 정착했다가 로마로 돌아온 로마의 가문 출신이었다. 그의 아버지는 128년에 집정관을 지낸 마르크 안니우스 리보이고 어머니는 116년에 집정관을 지낸 루키우스 푼다니우스 라미아 아일리아누스의 딸이자 푼다니아라는 이름을 지닌 귀족 여성이었다. 리보는 176년에 두 번째 집정관 직을 지낸 티투스 폼포니우스 프로쿨루스 비트라시우스 폴리오의 아내인 안니아 푼다니아 파우스티나라는 자매를 두었다.

## 시리아 총독
그에 대해서 알려진 쿠르수스 호노룸 직위는 그가 집정관직을 마치고 직후 직위가 유일하다. 마르쿠스 아우렐리우스는 공동 황제인 루키우스 베루스의 파르티아 원정을 지원하기 위해서 리보를 시리아 속주 총독으로 임명했다. 앤서니 벌리는 이 인사가 놀라운 선택이라 언급한다. 그는 "리보가 직전 년도에 집정관이었기에, "그는 30대 초임이 분명했고, 파트리키로서 군 경험이 부족했을 것이다."라고 하였다. 시리아가 중요한 속주였기에, 이곳을 관리하기 위해 임명된 자들은 보통 군사와 행정 경험이 풍부한 연장자들이었다. 벌리는 그의 의문점에 대해서 "마르쿠스의 의도는 그가 의지할 수 있을 만한 자를 그 자리에 둔 것으로 보인다"라며 답을 내렸다.
총독으로서 리보는 루키우스 황제와 충돌했고, 마르쿠스가 그에게 부여한 지시사항만을 따르는 자세를 취했다. 이는 루키우스를 분노케 했고, 그리하여 리보가 갑작스럽게 죽자, 루키우스가 리보를 독살해다는 루머가 일어났다.
리보가 사망했을 당시, 루키우스 베루스는 마르쿠스를 무시하고 리보의 미망인을 아가클리토스라는 루키우스의 그리스인 해방 노예와 결혼시켰다. 전해진 바에 의하면, 마르쿠스 아우렐리우스는 이 결혼식이나 연회에도 참석하지 않았다고 한다.